# Teletón 2003 (Chile)
La Teletón 2003 fue la décima octava versión de la campaña solidaria realizada en Chile los días 21 y 22 de noviembre. El lema de esta versión fue «La Teletón es tuya, ¡acuérdate!», y el niño símbolo fue Camilo Valverde.
La suma de dinero fue subiendo durante la jornada con una lentitud que asustó a todos, lo que hizo que el objetivo estuviera a punto de no lograrse y de paso repetirse el fracaso de 1995. Al final fue necesaria una ayuda en dinero por parte del Gobierno y del directorio de la Fundación Teletón, para que la meta que había peligrado seriamente terminara por cumplirse con $ 10 600 000 000, y que se anunció públicamente a las 01:33 horas del 23 de noviembre.

## Desarrollo
Al comienzo del programa, a las 00:28 del 22 de noviembre, solo se lograban $480 millones, 100 millones menos que en la versión anterior. Don Francisco afirmaría, momentos después, que el inicio de esta campaña, desde el punto de vista de recolección de dinero, ha sido el fracaso más grande de los últimos años. Durante la madrugada, los cómputos subían vagamente. El ánimo del público decaía mientras la meta se veía más lejana, siendo así que el cómputo de las 04:26, de $829 millones no sería aplaudido. A las 10:27, se llegaba recién a los mil millones, monto que en la versión anterior se había logrado a las 03:37.
Durante las horas siguientes, los cómputos aumentarían, llegando a las 15:15 a los $2 330 millones, cifra que en la versión anterior se había pasado una hora antes. Al término de la jornada en el Teatro Teletón, el marcador arrojaba $4 825 millones, mientras que el año anterior, a la misma hora, se superaban los $6500 millones. Como una tentativa de llegar a la meta, fue anunciado que las sucursales del Banco de Chile en regiones cerrarían a la una de la mañana, y no a la medianoche como de costumbre.
Con un Estadio Nacional repleto, se daba inicio al bloque de cierre de la campaña. A las 22:33, Don Francisco leería un cómputo de alivio: $5 808 millones. Se había pasado la mitad de la meta aunque, al mismo tiempo, había una diferencia de mil millones en respecto al año anterior. Durante la noche seguirían subiendo las cifras, para que pasada la medianoche la cifra llegase a los $7 854 millones. La diferencia en respecto a 2002 aumentaría a $ 1 200 millones. A las 00:30, Don Francisco admitió que la campaña no había sido planeada como debería ser, haciendo con el fracaso de esta edición partiera tanto de la Fundación Teletón cuanto de la gente del espectáculo. Luego de eso, entrevistó a Daniela García, acompañada de su pololo. Daniela era en ese entonces una universitaria que sufrió un accidente en octubre del 2002, en donde al caer de un tren perdió parte de sus extremidades. Este hecho conmocionó al país. Ningún medio de comunicación había logrado una entrevista con la joven, pero ella, sensibilizada con el fracaso inminente de la campaña, fue al estadio de forma espontánea y se acercó al escenario. Con esta entrevista y su relato hizo que muchos chilenos se sensibilizaran y se movilizaran en un último esfuerzo, y las empresas que faltaban por entregar sus aportes aumentaron las cantidades de las mismas de manera significativa.
A la 1:30 del domingo 23 de noviembre, todos los animadores leían un nuevo cómputo, donde que se creía que iba a ser el último: $9 937 770 825. En solamente 35 minutos, se habían recaudado $1 250 millones, algo que solo se volvería a repetir a partir de la campaña del año 2007. Luego de eso, Don Francisco comunica que el Gobierno de Chile entregaba, a través del Fondo Nacional de Salud (Fonasa), $500 millones. Con dicho aporte, se carga nuevamente la máquina del Banco de Chile, mientras el estadio vitorea el «Vamos chilenos». Después de un par de minutos, a la 01:33, se lograría ver la nueva cifra que hizo que el público presente en el estadio aplaudiera alegre: $10 438 770 825, solamente $94 millones abajo de la meta. Don Francisco, luego de leer el monto, se dirige a los presentes y desdobla una tarjeta de pauta adicional que le fue entregada segundos antes diciendo:

«Amigos, no nos vamos a engañar. Este año no nos fue como habitualmente... y hemos tenido que recibir de toda la ayuda para poder cumplir. El directorio de la Teletón me acaba de comunicar que los directores se van a poner con lo que falta, para que en este 25 aniversario lleguemos a los $10 600 millones de pesos y se da la meta por cumplida».
Don Francisco

Luego de que se entonara el «Vamos chilenos», Don Francisco se vuelve a dirigir al público presente en el estadio:

«Pongamos los 10 600 millones en la pizarra para pasar esa meta. Para decirle a cada una de las chilenos y de los chilenos que todos los comunicadores, todos los artistas, la televisión, la radio, los diarios, las revistas, este año pusieron todo. Quizás cometimos más de algún error. Pero por sobre todas las cosas, estamos convencidos que esta campaña no podía sufrir una derrota, y finalmente de la forma que fuera, hemos llegado a estos 10 600 millones. Damos la meta por cumplida. Buenas noches Chile. ¡Gracias!».
Don Francisco

Esta fue la primera Teletón, después de siete años, que se realiza de forma consecutiva, puesto que las tres últimas campañas celebradas hasta ese momento se hicieron cada dos años debido a las elecciones. Además, en ella se celebró su 25° aniversario. La cifra final oficial que se recaudó fue entregada el 26 de noviembre, ascendiendo a $10 946 288 369. Pese a este resultado, la mayoría de la población, incluyendo al propio Don Francisco, no estaba para nada optimista. Eran necesarios cambios radicales en la campaña de la Teletón en el futuro.

## Participantes
| - Luis Jara (intérprete del himno oficial "Acuérdate") - María José Quintanilla (intérprete del himno oficial "Acuérdate") - Douglas - Myriam Hernández - Andrés de León - Pablo Herrera - La Sonora de Tommy Rey - Chancho en Piedra - Quique Neira - César Ávila - Andrea Labarca - Ximena Abarca - Canal Magdalena - Los Tetas - Tiro de Gracia - Emmanuel - Pedro Fernández - Yuri - Cristian Castro - Chayanne - Nydia Caro - Soraya - Amaral - Bandana - Mambrú - Antonio Ríos, "El Maestro" - Los Nocheros - Azul Azul | - Álvaro Salas - Salomón y Tutu-Tutu - Paulo Iglesias - La Cuatro Dientes - Stefan Kramer - Ricardo Meruane - Los Indolatinos - Arturo Ruiz-Tagele - Bombo Fica - Los políticos cantaron y bailaron con el Clan Rojo en un homenaje a Celia Cruz - Team Mekano - Cachureos - Los Tachuelas - Zoolo TV - 31 minutos - Musical de Moulin Rouge, participantes: - Pía Guzmán - María José Campos La Porotito Verde - Francesca Cigna Blanquita Nieves - Adela Calderón - Henry Churchill - Iliana Calabró - Marlén Olivarí como reina de Saba - Lorna Soler - Mey Santamaría |

### Telefonistas
Los rostros presentes en los teléfonos durante el bloque de apertura fueron:
| Rostro                 | Región                           |
| ---------------------- | -------------------------------- |
| Liliana Ross           | Región de Tarapacá               |
| Eduardo Riveros Behnke | Región de Antofagasta            |
| Andrea Labarca         | Región de Atacama                |
| Mauricio Israel        | Región de Coquimbo               |
| Carla Ballero          | Región de Valparaíso             |
| Iván Núñez             | Región de O'Higgins              |
| Sergio Campos          | Región del Maule                 |
| Paulina Magnere        | Región del Bío-Bío               |
| Ramón Ulloa            | Región de la Araucanía           |
| Eugenio Salinas        | Región de Los Lagos              |
| Loreto Delpín          | Región de Aysén                  |
| Marlen Olivarí         | Región de Magallanes             |
| Francisco Reyes        | Región Metropolitana de Santiago |
| Amaro Gómez-Pablos     | Llamadas internacionales         |
| Fernando Paulsen       | Internet                         |

## Transmisión
- Red Televisión
- UCV Televisión
- Televisión Nacional de Chile
- Mega
- Chilevisión
- Canal 13
- Canal Regional

### Programación
| Horario                                | Bloque                                | Contenido |
| -------------------------------------- | ------------------------------------- | --- |
| 22:00-00:30                            | Apertura                              | Bloque inaugural, animado por Don Francisco y los animadores de la television chilena. Inició con un video de obertura mostrando la historia de la Teletón y luego Kimberly Cruz (niña símbolo 2002) fue la encargada de llamar a Mario Kreutzberger a escena. Posteriormente se sumó Ema Barrientos, una de las primeras beneficiadas con esta acción solidaria, para efectuar por segunda vez la primera donación que activa el tablero. Actuaciones musicales - María José Quintanilla, Luis Jara, Vanessa Aguilera y Vincent Mejías - "Acuérdate" (Himno Teletón 2003) - Salomón y Tutu Tutu - "A ponerse todos los desgracia'os" - Yuri - "Maldita primavera", "Baile caliente" - Douglas - "Y tú como estás" (cover de Claudio Baglioni) |
| 00:30-01:00                            | Si no lo vio... se lo mostramos       | Backstage de la Teletón, con Cristian "Chico" Pérez y Rita Cox. |
| 01:00-03:00                            | Feliz cumpleaños                      | Bloque de trasnoche, para celebrar los 25 años de la cruzada solidaria Actuaciones musicales - Amaral - "Sin ti no soy nada" - Bandana - "Guapas" |
| 03:00-03:30                            | Si no lo vio... se lo mostramos       | Backstage de la Teletón, con Cristian "Chico" Perez y Rita Cox. |
| 03:30-05:30                            | Vedetón mixta                         | Tradicional bloque nocturno, donde se alternaron vedettes con modelos hombres con Rafael Araneda, Marlen Olivari y Giancarlo Petaccia. Presentaciones - Musical de obertura con Lorna Soler, Mey Santamaría, Pía Guzmán, María José Campos y Francesca Cigna "Blanquita Nieves" - Iliana Calabró - Henry Churchill - Las Diablitas - Marlén Olivarí Actuaciones de humor - Stefan Kramer como Ítalo Passalacqua |
| 05:30-06:00                            | Si no lo vio... se lo mostramos       | Backstage de la Teletón, con Cristian "Chico" Perez y Rita Cox. |
| 06:00-08:00                            | Juntitos, y en pijamas, se pasa mejor | Con Vivi Kreutzberger, Felipe Camiroaga, Andrea Molina y Leo Caprile. Actuaciones musicales - Azul Azul - "La batidora" - La Sonora de Tommy Rey - "Se murió Tite" En este bloque se emitió a las 7 horas, el micronoticiero matinal. |
| 08:00-10:00                            | Bloque matinal                        | Desde Talca, con Jorge Hevia, Karen Doggenweiler, Karla Constant, Iván Valenzuela, Eva Gómez, Magdalena Montes y Carlo Von Mühlenbrock |
| 10:00-11:00                            | Ríete con este chiste                 | Bloque de humor, con Felipe Camiroaga, Jennifer Warner y José Miguel Viñuela, en el que participaron humoristas como Bombo Fica, Paulo Iglesias y Arturo Ruiz-Tagle. - Team Mekano - “Papi Chulo” |
| 11:00-13:00                            | Bloque infantil                       | Desde el Estadio Víctor Jara con Arturo “Kiwi” Walden, Jessica Abudinen y Jorge Olivares. - Mambrú - “A veces” - Marcelo Hernández y el elenco de Cachureos. - 31 Minutos en la Teletón (Episodio especial) - Circo Los Tachuelas - Musical de cierre - “En mi corazón vivirás” (original de Phil Collins, banda sonora de la película animada de Disney “Tarzán”) |
| 13:00-15:30                            | Mister Chile                          | Elección del Guapetón de la campaña solidaria, con José Alfredo Fuentes, Fernando Solabarrieta y Leo Caprile. Se debía votar por aquel candidato a través de mensaje de texto (SMS). Participantes - Pablo Vargas (participante de la categoría “Bailarines” del programa “Rojo” (TVN) - Ganador, 29,9% de los votos) - Hotuiti Teao (modelo del segmento chileno de “Sábado gigante” de Canal 13 - segundo lugar, 18,57%) - Juan Falcón (actor de teleseries de TVN en ese año como “Puertas adentro” (Isidro Martín) y “16” (Román Espoz) - tercer lugar, 10,5%) - Álvaro Ballero (ganador del reality de Canal 13 “Protagonistas de la Fama” - cuarto lugar, 10%) - Óscar Garcés (participante de “Protagonistas de la Fama” y actor de las teleseries “Machos” de Canal 13 (Kevin “Chino” Heredia) y “Amores urbanos” de Mega (Cristóbal) - quinto lugar, 7%) - César Ávila (cantante y ganador del reality musical de Mega “Operación Triunfo Chile” - sexto lugar, 6%) - Julio Monsalve (“Peñe Teñe”, comediante - Mister Simpatía) - Cristián Arriagada (actor - Ignacio “Nacho” Vargas en la teleserie juvenil de TVN “16”) - Matías González (productor) - Juan José Gurruchaga (“Darío Carmona” en la teleserie juvenil de TVN “16”) - “Ingio” (bailarín brasileño) - Manuel Campos (modelo chileno) Jurado - Daniella Campos (panelista de farándula del matinal de TVN “Buenos días a todos”) - Patricia Maldonado (cantante y panelista del matinal de Mega “Mucho Gusto”) - Rosita Nicolet - Andrea Labarca - Tonka Tomicic (modelo chilena y animadora del programa de TVN “La Gran Sorpresa”) - Vanessa Miller (actriz y comediante) - Eli de Caso (animadora del programa de TVN “Hable con Eli”) Actuaciones musicales - Quique Neira - “Pensando en ti” (cover de Foxy) |
| 15:00-15:30                            | Si no lo vio... Se lo mostramos       | Backstage de la Teletón, con Cristian "Chico" Perez y Rita Cox. |
| 16:00 - 19:00                          | De vuelta al colegio                  | Bloque juvenil de la Teletón. Además incluyó un enlace desde Iquique con María Jimena Pereyra y Sergio Lagos. Actuaciones musicales - Protagonistas de la Música - “Dile al Corazón” (himno Teletón 2003) (desde Iquique) - Canal Magdalena - “Mentalidad televisiva” (cover de Los Prisioneros) (desde Iquique) - Los Bunkers - “No me hables de sufrir” (desde Iquique) |
| 19:00-21:02                            | Bloque final en el Teatro Teletón     | Con Don Francisco, Rafael Araneda, Julio Videla y Mauricio Israel. Actuaciones musicales - Soraya - “Casi” - Clan Rojo y políticos - “La vida es un carnaval” (cover de Celia Cruz) - César Ávila - “Musical Teletón 25 años” |
| Noticieros de cada canal (21:02-22:00) |                                       | |
| 22:00-01:37                            | Cierre                                | Desde el Estadio Nacional. Actuaciones musicales - Musical de obertura con Myriam Hernández, Douglas, María José Quintanilla, Los Tetas y Denisse Malebrán - “Un sueño imposible” - Cristian Castro - “No hace falta”, “Te llamé”, “Por amarte así” - Azul Azul - “Apreta'ito” - Quique Neira - “CombaJah” - Los Nocheros - “Entre la tierra y el cielo”, “Vuela una lágrima” - Douglas - Medley: “Pequeña y frágil” (cover de Sabu), “Mamma María” (cover de Ricos y Pobres), “Y tú como estás” (cover de Claudio Baglioni) - Joe Vasconcellos, Cholomandinga, Mamma Soul, Sinergia, Santo Barrio, Mike Boomer (sic) y batucadas - “Mágico”, “Lo vas a lograr (La Teletón es tuya)” (himno Teletón 2002) - Luis Jara - “Cuando vuelvas” - Ballet especial para los 25 años de la Teletón - “El paso del gusanito” (Real Chicano), “El colaless” (Eure-K), “El látigo” (El Chombo) - Los Tetas - “I Like” - Myriam Hernández - “Huele a peligro”, “Mío” (a dúo con Los Nocheros) - La Sonora de Tommy Rey y Chancho en Piedra - "Un año más" (versión especial para los 25 años de la Teletón) - Pedro Fernández - “Yo no fui”, “Mi forma de sentir”, “La bala” - María José Quintanilla - “México lindo y querido” - Emmanuel - “Sentirme vivo”, “La Bamba” (cover de Los Lobos) - Chayanne - “Torero”, “Un siglo sin ti”, “Caprichosa” Actuación de humor - Profesor Salomón y Tutu Tutu (rutina con críticas al senador Jorge Lavandero después de criticar la Teletón en el parlamento días antes de la campaña) |

## Recaudación

### Cómputos
| Hora        | Monto en pesos   | % meta   | Monto en dólares |
| ----------- | ---------------- | -------- | ---------------- |
| 22:13       | $ 125 760        | < 0,01 % | $ 228            |
| 00:28       | $ 480 161 706    | 4,55 %   | $ 873 021        |
| 02:15       | $ 704 092 094    | 6,68 %   | $ 1 280 167      |
| 04:26       | $ 829 450 580    | 7,87 %   | $ 1 508 091      |
| 06:32       | $ 901 532 428    | 8,55 %   | $ 1 639 149      |
| 10:27       | $ 1 017 728 562  | 9,66 %   | $ 1 850 415      |
| 13:11       | $ 1 769 318 546  | 16,79 %  | $ 3 216 942      |
| 14:12       | $ 2 094 734 237  | 19,88 %  | $ 3 808 308      |
| 15:15       | $ 2 330 569 593  | 22,12 %  | $ 4 237 399      |
| 16:13       | $ 2 754 802 586  | 26,15 %  | $ 5 008 731      |
| 17:09       | $ 3 047 927 091  | 28,93 %  | $ 5 541 685      |
| 18:25       | $ 3 328 756 383  | 31,6 %   | $ 6 052 284      |
| 19:14       | $ 3 770 753 686  | 35,8 %   | $ 6 855 915      |
| 20:24       | $ 4 256 043 081  | 40,4 %   | $ 7 738 260      |
| 21:01       | $ 4 825 273 799  | 45,81 %  | $ 8 773 225      |
| 22:33       | $ 5 808 445 162  | 55,14 %  | $ 10 560 809     |
| 23:06       | $ 6 527 746 897  | 61,97 %  | $ 11 868 630     |
| 23:40       | $ 7 206 179 231  | 68,41 %  | $ 13 102 144     |
| 00:08       | $ 7 854 699 794  | 74,57 %  | $ 14 281 272     |
| 00:56 01:09 | $ 8 687 576 723  | 82,48 %  | $ 15 795 594     |
| 01:30       | $ 9 937 770 825  | 94,35 %  | $ 18 068 674     |
| 01:31       | $ 10 438 770 825 | 99,11 %  | $ 18 979 583     |
| 01:33       | $ 10 600 000 000 | 100,11 % | $ 19 272 727     |
| 26 nov.     | $ 10 946 288 369 | 103,92 % | $ 19 902 342     |

### Auspiciadores
| Empresa              | Rubro             | Monto en pesos  | Monto en dólares |
| -------------------- | ----------------- | --------------- | ---------------- |
| 188 Telefónica Mundo | Telefonía         | $ 235 000 188   | $ 427 273        |
| Telefónica Móvil     | Telefonía celular | $ 235 000 188   | $ 427 273        |
| Terra                | Internet          | $ 235 000 188   | $ 427 273        |
| Banco de Chile       | Banco             | $ 250 577 479   | $ 455 595        |
| Cachantún            | Agua mineral      | $ 264 277 160   | $ 480 503        |
| Cerveza Cristal      | Cervezas          | $ 264 277 160   | $ 480 503        |
| Gato                 | Vinos             | $ 264 277 160   | $ 480 503        |
| Ruta Norte           | Pisco             | $ 264 277 160   | $ 480 503        |
| 7up                  | Bebidas           | $ 264 277 160   | $ 480 503        |
| Colún                | Quesos            | $ 60 330 649    | $ 109 692        |
| Confort              | Papel higiénico   | $ 73 546 627    | $ 133 721        |
| Golf                 | Zapatillas        | $ 62 000 000    | $ 112 727        |
| Hasbro               | Juguetes          | $ 52 623 647    | $ 95 679         |
| Johnson's Clothes    | Sastrería         | $ 63 148 000    | $ 114 814        |
| Kryzpo               | Papas fritas      | $ 53 238 426    | $ 96 797         |
| Lan Chile            | Aerolíneas        | $ 103 000 000   | $ 187 272        |
| Lucchetti            | Pastas            | $ 51 200 000    | $ 93 090         |
| McDonald's           | Comida rápida     | $ 202 538 714   | $ 368 252        |
| Omo                  | Detergente        | $ 133 454 417   | $ 242 644        |
| Pepsodent            | Pasta dental      | $ 133 454 417   | $ 242 644        |
| Pampers              | Pañales           | $ 80 105 243    | $ 145 645        |
| Ripley               | Multitiendas      | $ 307 000 000   | $ 558 181        |
| Savory               | Helados           | $ 54 138 000    | $ 98 432         |
| Soprole              | Yogur y Leche     | $ 120 000 000   | $ 218 181        |
| Salcobrand           | Farmacias         | $ 72 472 520    | $ 131 768        |
| Super Pollo          | Avícola           | $ 112 000 000   | $ 203 636        |
| Tapsin               | Analgésicos       | $ 51 925 123    | $ 94 409         |
| Té Supremo           | Té                | $ 60 000 000    | $ 109 090        |
| Total                | 28 empresas       | $ 2 462 576 193 | $ 4 477 411      |

### Tareas solidarias
- McDonald's: Al igual que el año pasado, la meta era vender 250 mil unidades de la Cajita Feliz y/o McCombo. Sin embargo, esta fue la primera tarea solidaria a no ser cumplida en la historia de este tipo de iniciativas, logrando vender 240 mil unidades de los productos adheridos hasta las 23h del sábado 22 de noviembre. Asimismo, la empresa entregó el aporte de $130 millones (US$ 236 364) adicionales a los $70,5 millones ya comprometidos, a las 23:20 de ese mismo día, como si la meta hubiera sido cumplida.[2]
- Ripley: Por primera vez, Ripley promovió una tarea solidaria. En esta ocasión, la mecánica propuesta que se repitiría los años posteriores, consistió en lograr un total de 50 mil compras en las tiendas entre las 16 y las 22h del sábado 22 de noviembre. La meta fue cumplida y la empresa entregó $250 millones (US$ 454 545) adicionales a los $57 millones ya comprometidos, a la 1:10 del domingo 23 de noviembre.
- Líder: Se utilizó el mismo sistema de la Teletón 1998, en que en determinado momento del sábado, la empresa donaría el 100% de las ventas hechas en todas sus hipermercados durante una hora. El resultado batió el proprio récord hecho por la empresa en la Teletón anterior, entregando el mayor aporte hecho en la historia de la campaña hasta entonces: $400 millones (US$ 727 273), entregues a la 1:30 del domingo 23 de noviembre.

### Otros aportes
- El multimillonario José Luis Nazar donó US$ 110 mil ($60,5 millones), siendo un dólar por persona en el estadio más un dólar por voluntario de la campaña a nivel nacional, a minutos del cierre. La comunidad chilena en Miami, impulsado por Alberto Plaza, donó $48 millones (US$ 87 273) al inicio de la noche final.

- En esta versión de la Teletón, además de la transmisión televisiva de los canales asociados a ANATEL, se sumó el Canal de la Iglesia Evangélica VidaVisión (Canal 2 de Santiago), que solo transmitió 3 bloques: (Apertura, Tarde y Cierre en el Estadio Nacional). con sus propias Tandas Comerciales y enganchados con la señal de TVN[cita requerida] (no con la señal oficial de Canal 13 que realizaron el resto de los canales), y durante el bloque de la tarde (durante el bloque De vuelta al colegio) en que están conectados VidaVisión con la transmisión, el pastor de la señal Alejandro Martinez fue hasta el Teatro Teletón a realizar una donación de $100.000.000 (US$ 181 818) a la fundación.[3]

### Controversia
Días más tarde y tras el anunciado aporte de Fonasa al público, se debió sumar $ 161 229 175 adicionales de parte del directorio de la Fundación Teletón para superar la meta, lo cual generó mucha controversia, debido a que la opinión pública estaba dividida sobre el cómputo final de la campaña televisiva, a tal punto que muchos aseguraban que la cifra total estaba rotundamente arreglada. De hecho el único aporte que realizó el Gobierno de Chile, a través del Fondo Social del Presidente de la República que administra el Ministerio del Interior y Seguridad Pública, fueron $300 millones. [cita requerida]

## Anécdota
Para promocionar su adhesión a la Teletón, Lucchetti hizo un concurso en que la persona que se acercara más al cómputo final de la Teletón (llevando en cuenta la última cifra del programa, y no la recaudación final), ganaría $ 25 millones (US$ 45 454). Para participar del concurso, el(la) interesado(a) debería comprar una de las variedades de pasta que tenían un cupon en el que había un número de teléfono en el cual el(la) concursante llamaría y daría su proposición.